# Эккариус, Курт
Курт Эккариус (нем. Kurt Eccarius; 5 марта 1905, Кобург, Германская империя — 9 октября 1984, Кобург, ФРГ) — гауптшарфюрер СС, начальник лагерной тюрьмы в концлагере Заксенахузен.

## Биография
Курт Эккариус родился 5 марта 1905 года в семье герцогского винодела Роберта Эккариуса. Рос вместе с двумя старшими братьями и сёстрами. С 1911 по 1920 год посещал народную и среднюю школу в родном городе, выучился на слесаря-сборщика и впоследствии работал по специальности на различных предприятиях. С 1925 года был безработным и перебивался случайными заработками. 1 октября 1929 года вступил в НСДАП (билет № 154122) и СС.
После прихода нацистов к власти с марта по май 1933 года работал в земельной полиции Кобурга и позже поступил на службу в охранный батальон концлагеря Дахау, где стал начальником взвода. В июне 1936 года был переведён в концлагерь Колумбия-Хаус, где занимался письменной работой для шуцхафтлагерфюрера. С 10 ноября 1936 года служил в комендатуре концлагеря Заксенхаузен. С лета 1937 года был заместителем, а с августа 1942 по апрель 1945 года — начальником лагерной тюрьмы в Заксенхаузене, среди заключённых которой были Сигизмунд Пейн-Бест, Георг Эльзер, Мартин Нимёллер и Гершель Гриншпан. Эккариус тяжело избивал многих заключённых. Он регулярно исполнял установленные в лагере наказания, например, такое как «подвешивание на кольях», когда узника подвешивали к столбу со связанными за спиной руками, так что вес тела тянул их руки вверх за спину. Кроме того, 2 мая 1942 года участвовал в казни 71 участника голландского движения сопротивления в лагерной тюрьме.

### После войны
В мае 1945 года под Шверином попал в американский и после попытки побега в британский плен, где оставался до 1946 года. Когда о деятельности Эккариуса в Заксенхаузене стало известно, британские оккупационные власти передали его советской стороне. Он предстал перед советским военным трибуналом, рассматривавшем преступления в Заксенхаузене. Эккариус был признан виновным и 31 октября 1947 года был приговорён к пожизненному заключению совместно с пожизненными каторжными работами. Наказание отбывал в Воркутлаге. На основании амнистии в январе 1956 года он был освобождён и в качестве неамнистированного военного преступника передан ФРГ. Впоследствии прошёл курс лечения и с октября 1956 по ноябрь 1962 года работал наполнителем на фарфоровой фабрике в Кобурге. 27 ноября 1962 года предстал перед судом присяжных в Кобурге по обвинению в расстреле заключённых в ночь с 28-го на 29-го апреля во время роспуска лагеря. 30 ноября 1962 года суд приговорил его к четырём годам тюремного заключения за «убийство по неосторожности» в 6 случаях. Приговор в отношении Эккариуса у присяжных вызывал сильное недовольство. 31 мая 1966 года был условно-досрочно освобождён.
21 июня 1967 года был арестован в третий раз и помещён в следственный изолятор. Последующий процесс против Эккариуса и двух других обвиняемых проходил в земельном суде Мюнхена. Предметом судебного разбирательства было участие в убийстве советских заключённых в расстрельном блоке Заксенхауена. 22 декабря 1969 года он был приговорён к 8,5 годам лишения свободы. В 1971 году был освобождён по состоянию здоровья.